# Equipo Adobe

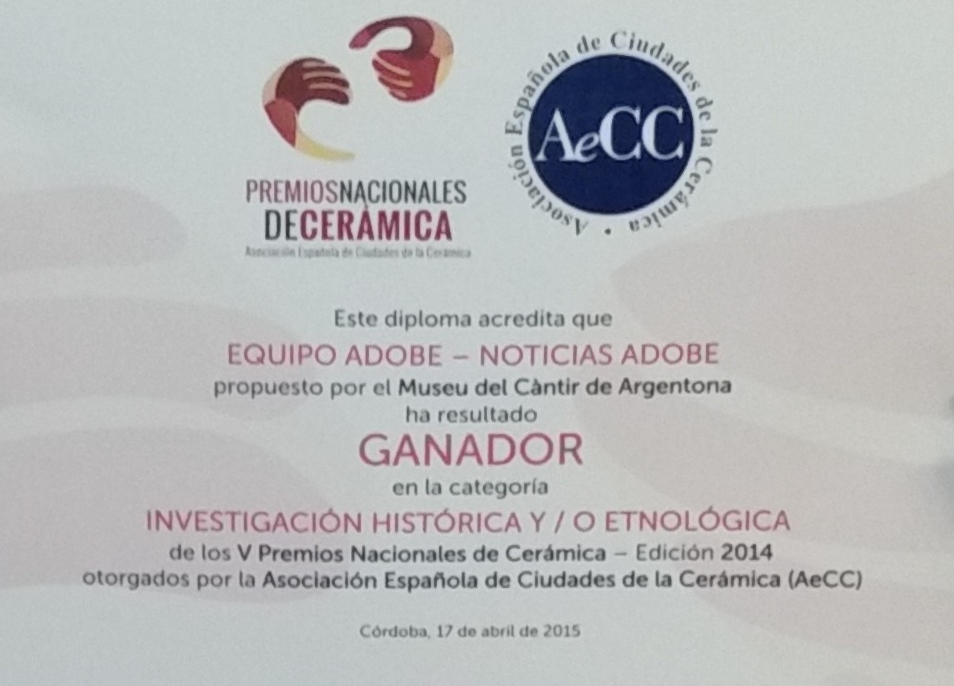
Diploma del Premio Nacional Investigación Histórica y/o Etnológica 2015.

El Equipo Adobe es un colectivo dedicado a la investigación, análisis y estudio de la alfarería extinguida en España. Además de la publicación de diversas monografías geográficas, pueden destacarse sus exposiciones temáticas y la participación en convenciones de cerámica en el ámbito europeo, y en especial en España. En 2014 se les otorgó el Primer Premio Nacional de Investigación Histórica y/o Etnológica, en su V Edición, otorgado por la Asociación Española de Ciudades de la Cerámica.

## Trayectoria
El Equipo Adobe fue creado en 1980 por Domingo Sanz Montero y Severiano Delgado Gamo, una década después de haber iniciado trabajos de etnografía sobre centros alfareros extinguidos en España. Tuvo más tarde continuidad en las investigaciones de Lucía Blesa y su hija Ana Isabel Sanz Blesa, editora de la revista digital Noticias Adobe. Entre sus manuales cabe destacar sendos estudios sobre la alfarería perdida en la Alta Extremadura y en la provincia de Albacete; y sobre la alfarería y tejería en Segovia (Los barros segovianos. Alfareros y tejeros, 2017).
Otro capítulo importante de su actividad en este campo de investigación es el montaje de diferentes exposiciones temáticas, entre las que pueden mencionarse las dedicadas a la Sidra y medidas de vino, El sonido del barro (instrumentos musicales a partir de la obra de basto), Barros madrileños o Alfarería de agua y fuego.

### Investigación temática
Partiendo de los fondos de la colección del Equipo Adobe, el colectivo ha montado interesantes muestras como las presentadas en diferentes ediciones de las Jornadas de Alfarería de la Feria de Avilés.

Alfarería animal de corral, campo y ribera
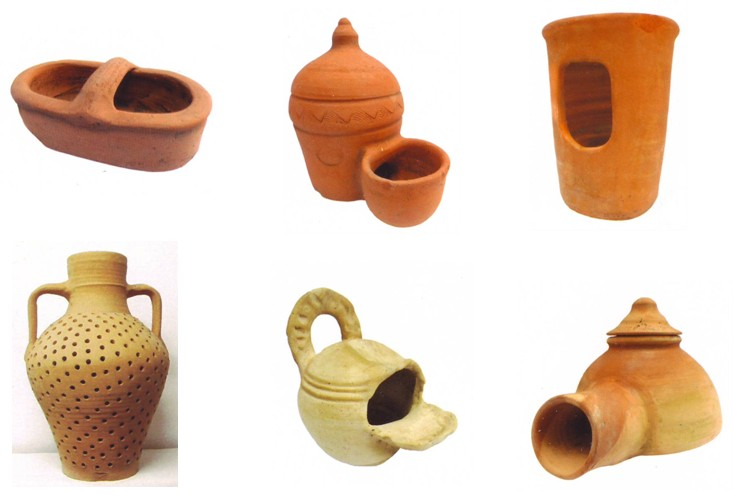
Recipientes de la alfarería tradicional española usados para dar de comer o criar animales de granja y campo. Arriba: comederos para aves (gallinas, palomas, perdices). Abajo: anguilera de Orba (Alicante); nidal para pájaros (Agost, Alicante); conejera para criar (Pórtol, Baleares).
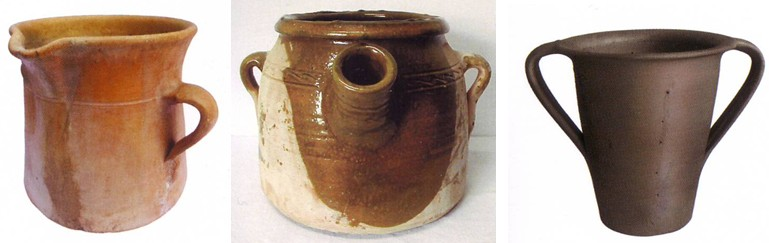
Recipientes de la alfarería tradicional española usados para ordeñar, almacenar, conservar o tratar leche de cabra, oveja y ganado mayor, y sus derivados: suero, queso, requesón, nata, etc. De izq. a dcha: herrada de Lloseta (Baleares), jarro de ordeño de Segorbe (Castellón), y quesera asturiana, alfarería negra de Llamas del Mouro (Cangas de Narcea).
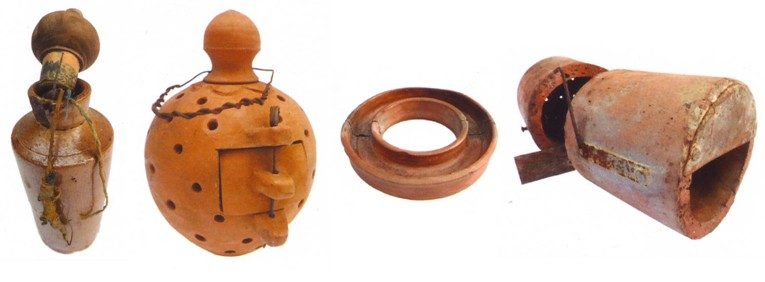
Recipientes de la alfarería tradicional española usados para conservar, cazar o eliminar animales de granja y campo. De izq. a dcha: tarro para guardar lagartijas (Tielmes y Morata de Tajuña, Madrid), grillera (Villafranca de los Caballeros, Toledo), trampa para hormigas, dos piezas que se colocan al pie del tronco del árbol afectado por la industria hormiguera (Marrachí, Baleares), y trampa para retones (Alhama de Aragón, Zaragoza).